# Groß-Wien
Groß-Wien (Grande Vienna) op. 440, è un valzer di Johann Strauss (figlio).

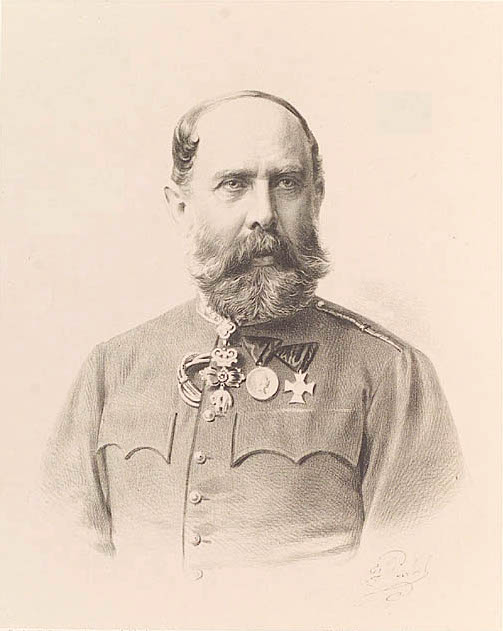
L'arciduca Karl Ludwig cui Johann Strauss dedicò il valzer Groß-Wien.

Così scriveva il corrispondente del Times di Londra a Vienna il 21 dicembre 1891, descrivendo l'integrazione dei 44 quartieri periferici che in precedenza erano stati separati dalla città dalla vecchia cinta muraria di difesa esterna di Vienna (Linien), e che ora sarebbero andati a formare quelli che oggi sono i distretti cittadini che vanno dall'XI al XIX, e la conseguente crescita della popolazione da circa 400.000 a 1.342.000 civili e 22.600 militari.
La demolizione di queste fortificazioni risalenti alla metà del XVIII secolo (edificate come protezione nell'eventualità di un ulteriore attacco da parte dei turchi dopo che, nel 1683, avevano assediato la città per tre mesi) ebbe inizio nel 1890, ed era stato a lungo oggetto di dibattito a causa della conseguente abolizione dei pedaggi che venivano riscossi su tutti coloro che passavano attraverso le mura per dirigersi in città. Allo scoccare della mezzanotte i dazi vennero aboliti fra la grande gioia della popolazione. Soltanto un uomo che aveva gridato "Evviva! Ora tutto a Vienna sarà più caro!", venne arrestato dalla polizia.
Il valzer di Johann Strauss Groß-Wien venne creato nei primi mesi del 1891 come valzer corale per la Wiener Männergesang-Verein (Associazione corale maschile di Vienna) da eseguire nel corso dei festeggiamenti per il carnevale dello stesso anno, con testo di Franz von Gernerth. Ma per un'improvvisa decisione dell'associazione, la prima esecuzione venne rinviata all'autunno successivo; nonostante Strauss avesse ricevuto un'altra offerta per eseguire il lavoro, con un'altra società corale, durante l'annuale ballo dell'associazione degli autori e dei giornalisti viennesi Concordia, il 18 aprile 1891 Strauss rispose all'invito:
La prima esecuzione corale del valzer ebbe luogo il 4 ottobre 1891, quando la Wiener Männergesang-Verein, diretta dal maestro del coro Eduard Kremser, si esibì in un concerto nella Sängerhalle, accompagnata dall'84º reggimento di fanteria diretto da Ferdinand Freiherr von Bauer. Il 30 aprile 1891, il sessantacinquenne compositore scrisse al suo editore di Berlino Fritz Simrock: "Potrei condurre personalmente la prima rappresentazione, ma dirigere più cinquecento musicisti non è un piccolo sforzo."
Strauss non esagerava, per la prima esecuzione orchestrale del nuovo lavoro, prevista per domenica 10 maggio 1891, avrebbe dovuto dirigere le bande riunite dell'intera guarnigione di Vienna nella immensa Sängerhalle al Prater, per un totale di 500 musicisti (di cui 250 violinisti). Fu questa la prima occasione in cui un'orchestra militare austriaca era stata affidata alla direzione di un direttore d'orchestra civile. Presenti fra il pubblico di 20.000 spettatori presero parte alla manifestazione anche i membri della famiglia reale austriaca, il Re e la Regina di Danimarca e il duca e la duchessa di Cumberland. La composizione incontrò un grande successo di pubblico, e il critico del Fremdenblatt osservò: "Il valzer è bellissimo e ben articolato; l'originale, semplice, diretta e fresca natura dei più popolari valzer di Strauss qui è meno evidente. Johann Strauss è diventato molto più raffinato. Ormai è prossimo per l'ingresso al Teatro dell'Opera di Corte."
Nel suo articolo, il critico fece riferimento all'imminente prima dell'opera di Strauss Ritter Pasman, che avrebbe debuttato all'Hofoperntheater (Teatro dell'opera di corte) il giorno di Capodanno 1892.
Il grande concerto fu anche significativo poiché in quell'occasione vi fu l'unico incontro fra Johann Strauss e Franz Lehár (1870-1948). Lehár a quel tempo era maestro di cappella del 50º reggimento della fanteria austriaca e lui e il capobanda dell'84º reggimento, il compositore Karl Komzák II (1850-1905), ebbero l'onore di accogliere il re del valzer sul podio, omaggiandolo con due enormi corone d'alloro. 
In occasione del centenario dalla nascita di Strauss, Lehár ricordò quel momento per la Neue Freie Presse (25-10-1925):
Poi risuonarono le note del primo valzer. Johann Strauss si volse lentamente verso il pubblico. Il suo corpo, apparentemente piuttosto fragile, cominciò a muoversi. Presto l'intera parte superiore del suo corpo cominciò ad ondeggiare a partire dalle anche. Neppure i suoi piedi rimasero nello stesso posto. Johann Strauss vibrava e ballava... Il valzer non aveva ancora raggiunto la sua fine, quando tutto il pubblico cominciò ad applaudire con entusiasmo. Migliaia di persone del pubblico si alzarono in piedi. L'applauso diventò una tempesta, minacciando di coprire definitivamente tutta l'orchestra... Questo è stato Johann Strauss, circa 35 anni fa. Già in difficoltà, di una certa età, ma eternamente giovane, affascinante, pieno di fuoco e di grazia.»
(Franz Lehar)
L'edizione per pianoforte del valzer Groß-Wien venne dedicata "Con profondo rispetto" dal compositore alla "Sua Altezza Imperiale e Reale l'Arciduca Karl Ludwig", al tempo successore al trono austriaco e nonno di colui che sarebbe diventato l'ultimo imperatore austriaco, Carlo I (1887-1922). Karl Ludwig, inoltre, fu presente tra il pubblico per assistere alla prima mondiale del valzer durante l'esecuzione al Prater.